# Broder Peter Hagen
Broder Peter Hagen (født 15. september 1768, død 28. februar 1850) var en dansk officer.
Hagen nævnes i 1788 som fændrik ved Danske Livregiment, og det oplyses, at han på det tidspunkt havde tjent 2½ år. I juni 1789 modtog han fremdeles gage som fændrik. Han overførtes senere til 2. bataljon, 1. infanteri, hvor han i 1792 blev karakteriseret sekondløjtnant, i 1793 virkelig sekondløjtnant. Han blev premierløjtnant i 1. sjællandske Batteri let Infanteri i 1799, i 1804 stabskaptajn, i 1808 blev han kompagnichef i det Jyske Jægerkorps, i 1821 major (med anciennitet fra 1816), i 1828 kommandør for nævnte korps, fik i 1829 oberstløjtnants karakter, fik i 1838 obersts karakter og blev samme år kommandør for 1 .jyske Infanteriregiment. Hagen fik ved omdannelsen af Hæren 20. maj 1842 afsked som generalmajor, men blev allerede fra 1. juni samme år ansat som kommandant i Københavns Fæstning. 20. marts 1848 fratrådte han stillingen og døde to år senere.
Hagen blev den 25. maj 1826 Ridder af Dannebrogordenen, 1. november 1828 Dannebrogsmand og 28. oktober 1836 Kommandør af Dannebrog. 
Han var gift med Frederikke Paap, datter af en toldforvalter. Ægteskabet var barnløst.